# Powłocznik różowy

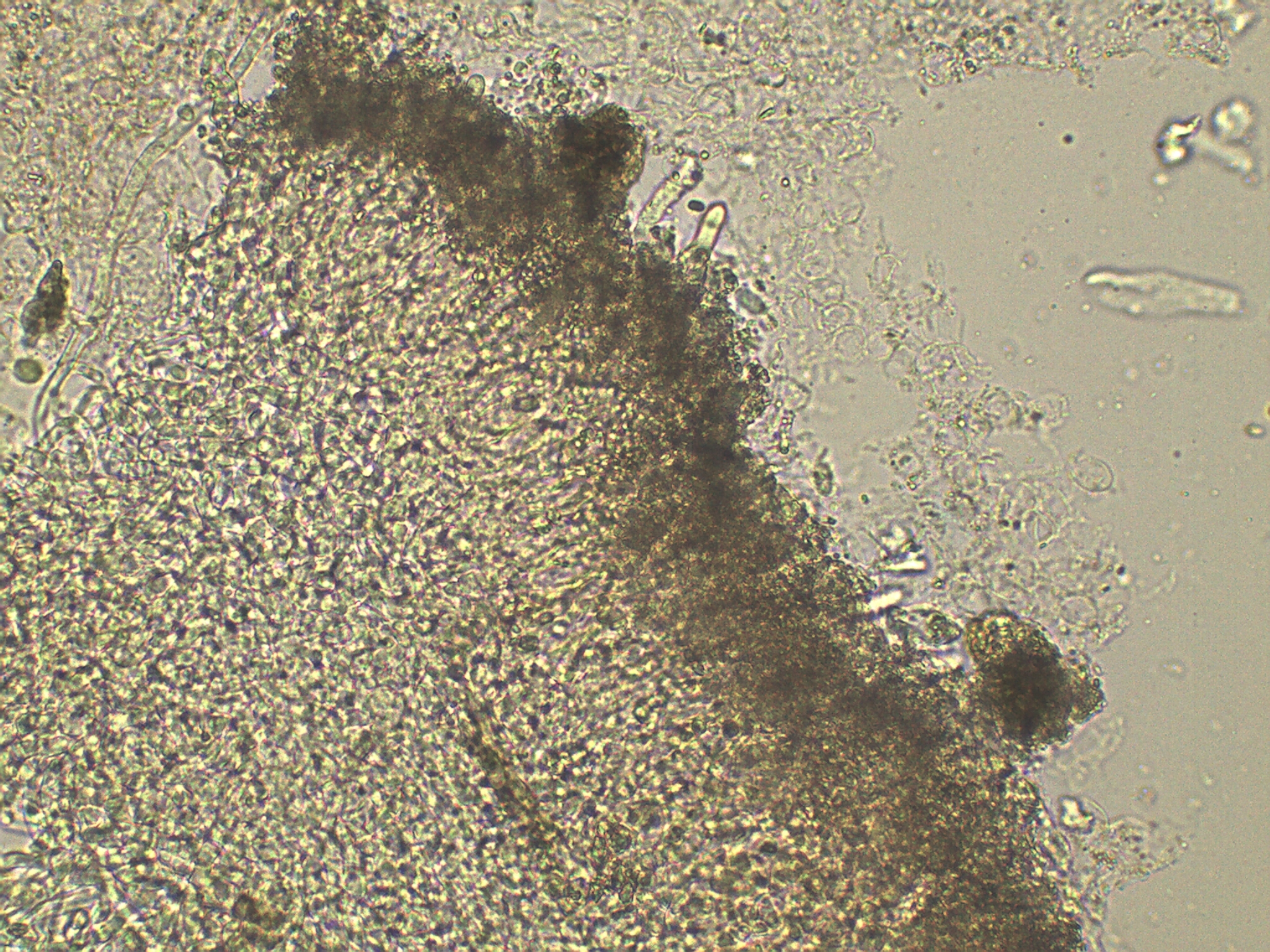
Obraz mikroskopowy

Powłocznik różowy (Corticium roseum Pers.) – gatunek grzybów z rodziny powłocznikowatych (Corticiaceae).

## Systematyka i nazewnictwo
Pozycja w klasyfikacji: Corticium, Corticiaceae, Corticiales, Incertae sedis, Agaricomycetes, Agaricomycotina, Basidiomycota, Fungi (według Index Fungorum).
Po raz pierwszy opisał go Christiaan Hendrik Persoon na topoli osice w 1794 r. w Niemczech. Ma 10 synonimów, najpóźniej utworzony to Laeticorticium roseum (Pers.) Donk, 1956.
Franciszek Błoński w 1896 r. nadał mu nazwę nalotek różowy, Władysław Wojewoda w 2003 r. zmienił ją na powłocznik różowy.

## Morfologia
Owocnik
Rozpostarty, o grubości 0,1–0,5 mm i mniej więcej kolistym kształcie. Powierzchnia różowoczerwona, z wiekiem blaknąca, czasami biaława od licznych kryształków inkrustujących strzępki hymenium. W eksykatach powierzchnia początkowo jest jasnoochrowoczerwona, potem ochrowa. Brzeg u młodych osobników strzępiasty, u starszych mało zróżnicowany. Konsystencja młodych, żywych osobników miękko błoniasta, starych, twarda. Hymenium przeważnie nierówne z niskimi guzkami i niskimi czopkami.
Cechy mikroskopowe
System strzępkowy monomityczny. Strzępki silnie rozgałęzione, w subikulum głównie poziome o pogrubionych ścianach. Subhymenium złożone z cienkościennych strzępek, podstawek w różnych stadiach rozwoju i licznych, inkrustowanych dendrohyfid (zwłaszcza w starych okazach). Cystyd brak. Dendrohyfidy liczne, bogato i nieregularnie rozgałęzione, tworzące w miejscach sterylnych warstwę okrywową, w miejscach płodnym penetrowane przez podstawki. Są inkrustowane kryształkami i ziarenkami, przeważnie szklistymi, ale często żółtawymi pod mikroskopem. Elipsoidalne lub kanciaste podstawki zaczynają się tworzyć jesienią. Późną wiosną rozwija się na nich rurkowata część metapodstawną o różnej długości, w zależności od położenia podstawki, ale najczęściej podstawka całkowita ma wymiary 40–60 (–70) × 5–7 µm, 4 sterygmy i sprzążkę bazalną. Zarodniki elipsoidalne, gładkie, cienkościenne, nieamyloidalne 9–16 × 6–10 µm. Wysyp zarodników jasnoczerwony.

## Występowanie
Powłocznik różowy występuje na wielu wyspach i na wszystkich kontynentach poza Antarktydą i Ameryką Południową. W Europie występuje na całym obszarze z wyjątkiem jej południowo-wschodniej części. W. Wojewoda przytacza liczne stanowiska w Polsce z uwagą, że jest to gatunek nieczęsty. Bardziej aktualne stanowiska podaje internetowy atlas grzybów. Zaliczony w nim jest do gatunków zagrożonych i wartych objęcia ochroną.
Nadrzewny grzyb saprotroficzny występujący w liściastych lasach, zaroślach i ogrodach botanicznych na martwych pniach i konarach drzew i krzewów: olsza szara, brzoza, grab, leszczyna, topola, wierzba, buk, bez czarny, lilak pospolity. Najczęściej występuje na wierzbach i topoli osice, na martwych gałęziach na drzewie oraz na gałęziach i pniach leżących na ziemi, na tych ostatnich osiąga większe rozmiary niż na wiszących gałęziach. Często występuje razem z kisielnicą wierzbową Exidia recisa, powłocznicą wierzbową Peniophora violaceolivida i talerzykiem szkarłatnym Cytidia salicina.